# Mareridt
Mareridt je druhé studiové album blackmetalového hudebního projektu Myrkur dánské zpěvačky a multiinstrumentalistky Amalie Bruun. Vydáno bylo 15. září 2017 u vydavatelství Relapse Records. Jako host se na něm v písni „Funeral“ podílela zpěvačka Chelsea Wolfe. Bruun v některých skladbách použila skandinávskou vokální techniku používanou na shánění dobytka, takzvaný kulning, a námětem alba byly zpěvaččiny vlastní noční můry.
Deska se stala albem měsíce září v žebříčku hodnocení magazínu Spark, kde získala 4,84 bodů ze 6 možných. Recenzent Tomáš Marek uvedl, že Amalie Bruun na Mareridt dotáhla „k dokonalosti“ to, co započala na své první desce M (2015).

## Seznam skladeb
| Pořadí         | Název          | Délka |
| -------------- | -------------- | ----- |
| 1.             | Mareridt       | 3:24  |
| 2.             | Måneblôt       | 3:33  |
| 3.             | The Serpent    | 4:04  |
| 4.             | Crown          | 4:56  |
| 5.             | Elleskudt      | 4:22  |
| 6.             | De tre piker   | 3:12  |
| 7.             | Funeral        | 3:00  |
| 8.             | Ulvinde        | 4:24  |
| 9.             | Gladiatrix     | 2:51  |
| 10.            | Kætteren       | 2:11  |
| 11.            | Børnehjem      | 2:22  |
| Celková délka: | Celková délka: | 38:19 |

| Bonusové skladby | Bonusové skladby            | Bonusové skladby |
| Pořadí           | Název                       | Délka            |
| ---------------- | --------------------------- | ---------------- |
| 12.              | Death of Days               | 3:29             |
| 13.              | Kvindelil (s Chelsea Wolfe) | 3:15             |
| 14.              | Løven                       | 4:02             |
| 15.              | Himlen Blev Sort            | 3:08             |
| 16.              | Två Konungabarn             | 3:36             |
| Celková délka:   | Celková délka:              | 55:40            |

## Obsazení
- Amalie Bruun – zpěv, kytara, baskytara

Hosté
- Chelsea Wolfe – zpěv